# Tokyo Darts Masters 2016
De Tokyo Darts Masters 2016 was de eerste, en enige editie van de Tokyo Darts Masters. Het toernooi was onderdeel van de World Series of Darts. Het toernooi werd gehouden van 6 tot 7 juli 2016 in de Yoyogi National Gymnasium, Tokyo. Gary Anderson won het toernooi door in de finale met 8-6 te winnen van Michael van Gerwen.

## Deelnemers
Net als in elk World Series toernooi speelden ook hier 8 PDC Spelers tegen 8 darters uit het land/gebied waar het toernooi ook gehouden wordt. De deelnemers waren:
- Gary Anderson
- Michael van Gerwen
- James Wade
- Adrian Lewis
- Phil Taylor
- Dave Chisnall
- Raymond van Barneveld
- Peter Wright
- Keita Ono
- Haruki Muramatsu
- Masahiro Hiraga
- Seigo Asada
- Masumi Chino
- Tsuneki Zaha
- Shintaro Inoue
- Chikara Fujimori